# Camilla mongolica
Camilla mongolica är en tvåvingeart som beskrevs av Papp 1972. Camilla mongolica ingår i släktet Camilla och familjen gnagarflugor.
Artens utbredningsområde är Mongoliet. Inga underarter finns listade i Catalogue of Life.